# Michael Andrew Gielen
Michael Andrew Gielen (Cambridge, 2 giugno 1971) è un vescovo cattolico neozelandese, dal 21 maggio 2022 vescovo di Christchurch.

## Biografia
Nasce a Cambridge, nel distretto di Waipa e nella diocesi di Auckland, il 2 giugno 1971 da Henk e Maureen Gielen. Maggiore di sei fratelli, cresce a Tokoroa.

### Formazione e ministero sacerdotale
Dopo aver studiato presso il seminario della Santa Croce in Mosgiel, è ordinato presbitero il 29 novembre 1997 a Tokoroa dal vescovo Max Takuira Matthew Mariu, vescovo ausiliare di Hamilton in Nuova Zelanda. 
Presta servizio presso le parrocchie della costa orientale della diocesi, nella regione di Waikato, nel Nord Waikato e a Raglan. Studia, poi, all'università francescana di Steubenville e alla Pontificia Università Gregoriana in Roma. 
Infine, dal 2014 al 2019, è direttore della formazione presso il seminario della Santa Croce di Auckland.

### Ministero episcopale
Il 6 gennaio 2020 papa Francesco lo nomina vescovo ausiliare di Auckland e vescovo titolare di Abbir Maggiore. Riceve l'ordinazione episcopale a Manukau il 7 marzo 2020 da Patrick James Dunn, vescovo di Auckland, co-consacranti Stephen Marmion Lowe, vescovo di Hamilton in Nuova Zelanda, e Peter James Cullinane, vescovo emerito di Palmerston North. In occasione della messa di ordinazione, svolge il servizio di diacono il padre Henk Gielen. 
Il 21 maggio 2022 è nominato vescovo di Christchurch; succede a Paul Martin, precedentemente nominato arcivescovo coadiutore di Wellington. Il 9 luglio 2022 prende possesso della diocesi.

## Curiosità
Ha la passione per il ciclismo, motivo per cui, nel 2015, lui e sette seminaristi della diocesi di Auckland, pedalano per 33 giorni da un'estremità all'altra della Nuova Zelanda, con l'intento di promuovere le vocazioni al sacerdozio. Oltre al ciclismo, è appassionato di rugby, cricket e golf.

## Genealogia episcopale
La genealogia episcopale è:
- Cardinale Scipione Rebiba
- Cardinale Giulio Antonio Santori
- Cardinale Girolamo Bernerio, O.P.
- Arcivescovo Galeazzo Sanvitale
- Cardinale Ludovico Ludovisi
- Cardinale Luigi Caetani
- Cardinale Ulderico Carpegna
- Cardinale Paluzzo Paluzzi Altieri degli Albertoni
- Papa Benedetto XIII
- Papa Benedetto XIV
- Papa Clemente XIII
- Cardinale Marcantonio Colonna
- Cardinale Giacinto Sigismondo Gerdil, B.
- Cardinale Giulio Maria della Somaglia
- Cardinale Carlo Odescalchi, S.I.
- Cardinale Costantino Patrizi Naro
- Cardinale Serafino Vannutelli
- Cardinale Domenico Serafini, Cong. Subl. O.S.B.
- Cardinale Pietro Fumasoni Biondi
- Arcivescovo Filippo Bernardini
- Cardinale Norman Gilroy
- Cardinale Peter Thomas McKeefry
- Vescovo John Rodgers, S.M.
- Vescovo Denis George Browne
- Vescovo Patrick James Dunn
- Vescovo Michael Andrew Gielen